# Legendary (reality show)
Legendary é um reality show de competição de voguing lançado em 27 de maio de 2020 pela HBO Max.

## Premissa
O show explora a cultura de ballroom, subcultura LGBT que surgiu por volta da década de 1920, em Nova Iorque, nos Estados Unidos da América.
Em sua primeira temporada, o show mostrará oito casas provenientes da comunidade de ballroom dos Estados Unidos da América a competirem umas contras as outras em desafios que envolverão arte, dança e vogue. A casa que mais se destacar será declarada campeã e levará o prêmio de cem mil dólares.
Nesta série, que destaca a cultura moderna de ballroom, as divas, organizadas em times chamados "casas", competem em desafios de moda e dança, incluindo vogue, pela chance de arrebatar o lendário troféu e ganhar um prêmio em dinheiro. Vogue é um estilo competitivo de dança moderna, que apresenta alta moda e coreografia baseada em poses feitas por modelos. 'Legendary' apresenta oito casas de vogue, cada uma composta por cinco performers e o líder - o responsável da casa.Original (em inglês): In this series highlighting modern day ball culture, divas battle on teams called ‘Houses’ in fashion and dance challenges including voguing for the chance to snatch the legendary trophy and win a cash prize. Voguing is a competitive style of modern dance featuring high fashion and choreography based on poses struck by models. ‘Legendary’ features eight voguing houses, each comprised of five performers and a leader—the house ‘parent.’ — HBO Max  (em inglês)

## Recepção
No agregador de críticas de cinema e televisão Rotten Tomatoes, a primeira temporada obteve aprovação de 92%, em um total de doze críticas especializadas. No Metacritic, a temporada de estreia obteve obteve avaliação de 69⁄100, portanto, majoritariamente favorável.

## Equipe
Jurados:
Jameela Jamil
Megan Thee Stallion (Temporada 1 - 2)
Leiomy Maldonado
Law Roach
Keke Palmer (Temporada 3)
Instrutores:
Johnny Wujek como Instrutor de Moda (Temporada 2)
Tanisha Scott como Instrutora de Performance (Temporada 2)
Mestre de Cerimônia:
Dashaun Wesley
DJ:
MikeQ

## Temporadas
| Temporada      | Episódios | Exibição original    | Exibição original   |
| Temporada      | Episódios | Estreia de temporada | Final de temporada  |
| -------------- | --------- | -------------------- | ------------------- |
| 1.ª Temporada  | 9         | 27 de Maio de 2020   | 9 de Junho de 2020  |
| 2.ª Temporada  | 10        | 6 de Maio de 2021    | 10 de Junho de 2021 |
| 3. ª Temporada | 10        | 19 de Maio de 2022   | 9 de Junho de 2022  |

## Campeões
| Temporada   | 1.º lugar              | 2.º lugar           | 3.º lugar                 | Outras participantes em ordem de colocação |
| ----------- | ---------------------- | ------------------- | ------------------------- | --- |
| Legendary 1 | House of Balmain       | House of Lanvin     | House of Escada           | House of Gucci • House of Ninja • House of Ebony • House of St. Laurent • House of West |
| Legendary 2 | House of Miyake-Mugler | House of Balenciaga | House of Comme de Garçons | House of Oricci • House of Tisci • House of Icon • House of Milan • House of Luxe • House of Prodigy • House of Channel                                                                                              |
| Legendary 3 | TBA                    | TBA                 | TBA                       | House of Ada • House of Alain Mikli • House of Alpha Omega • House of Du'Mure Versailles • Kiki House of Juicy Couture • House of LaBeija • House of Lyght • House of Makaveli • House of Revlon • House of Yamamoto |